# Улеа
Улеа (ісп. Ulea) — муніципалітет в Іспанії, у складі автономної спільноти Мурсія. Населення — 921 особа (2010).
Муніципалітет розташований на відстані близько 330 км на південний схід від Мадрида, 24 км на північний захід від Мурсії.
На території муніципалітету розташовані такі населені пункти: (дані про населення за 2010 рік)
- Куеста-Бланка: 7 осіб
- Ла-Естасьйон: 2 особи
- Фікайра: 5 осіб
- Лас-Ломас: 0 осіб
- Ла-Рамбла: 0 осіб
- Улеа: 907 осіб
- Вента-Пуньялес: 0 осіб

## Демографія
Динаміка населення (INE ):

## Галерея зображень

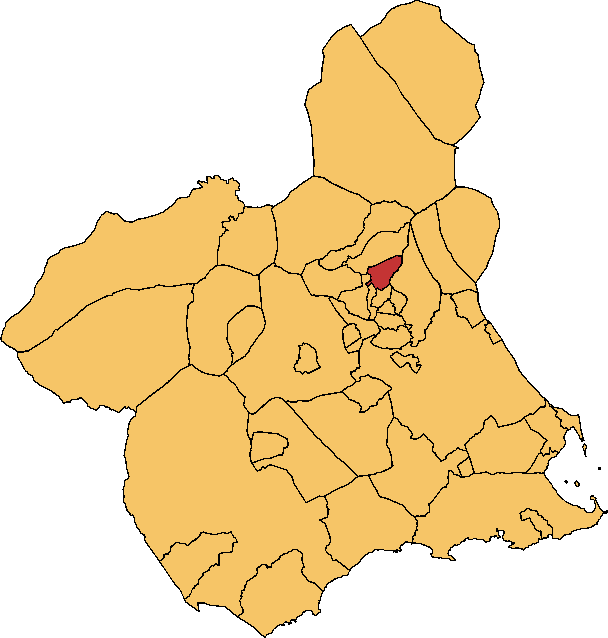
Розташування муніципалітету у провінції Мурсія
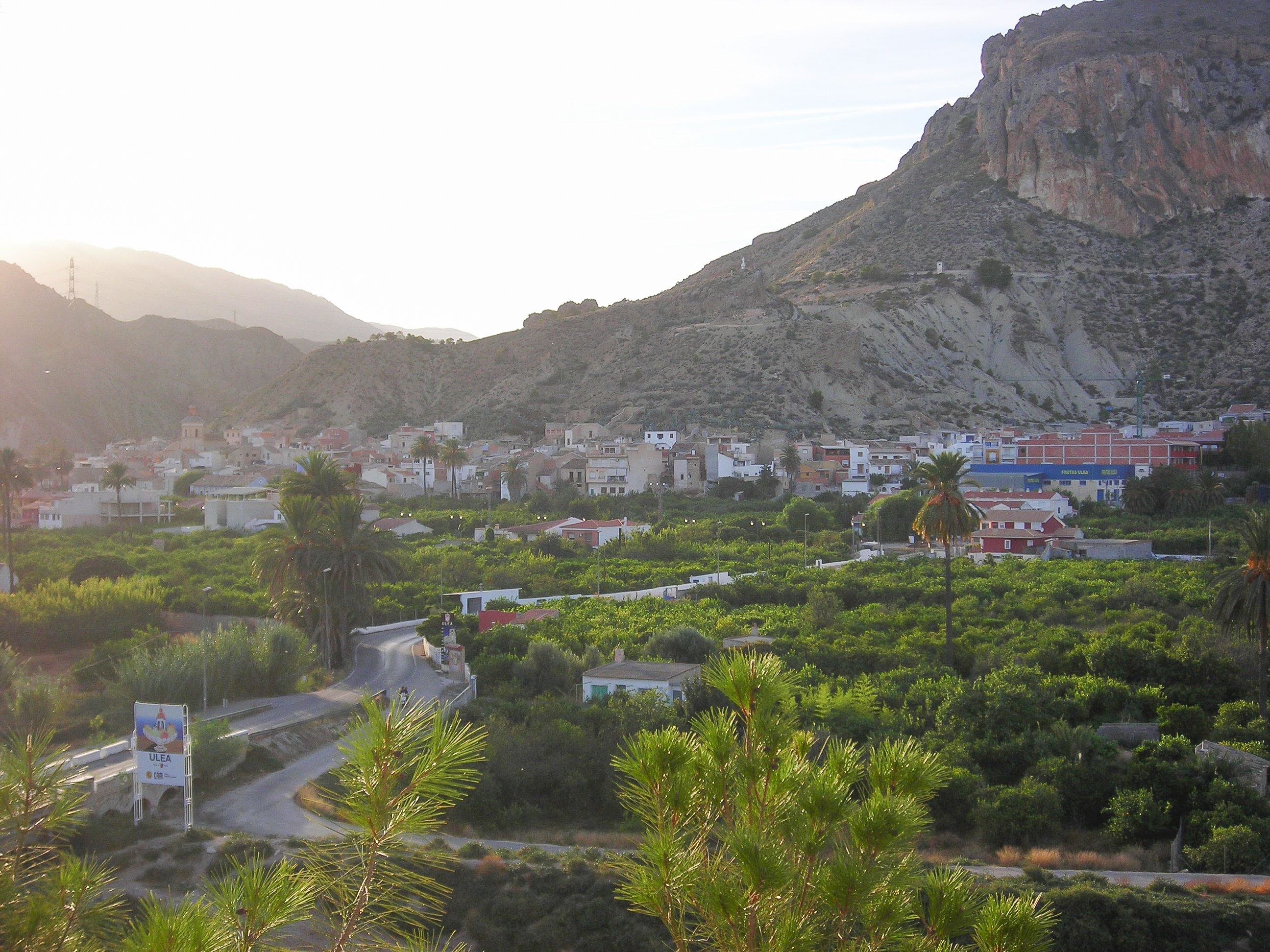
Улеа
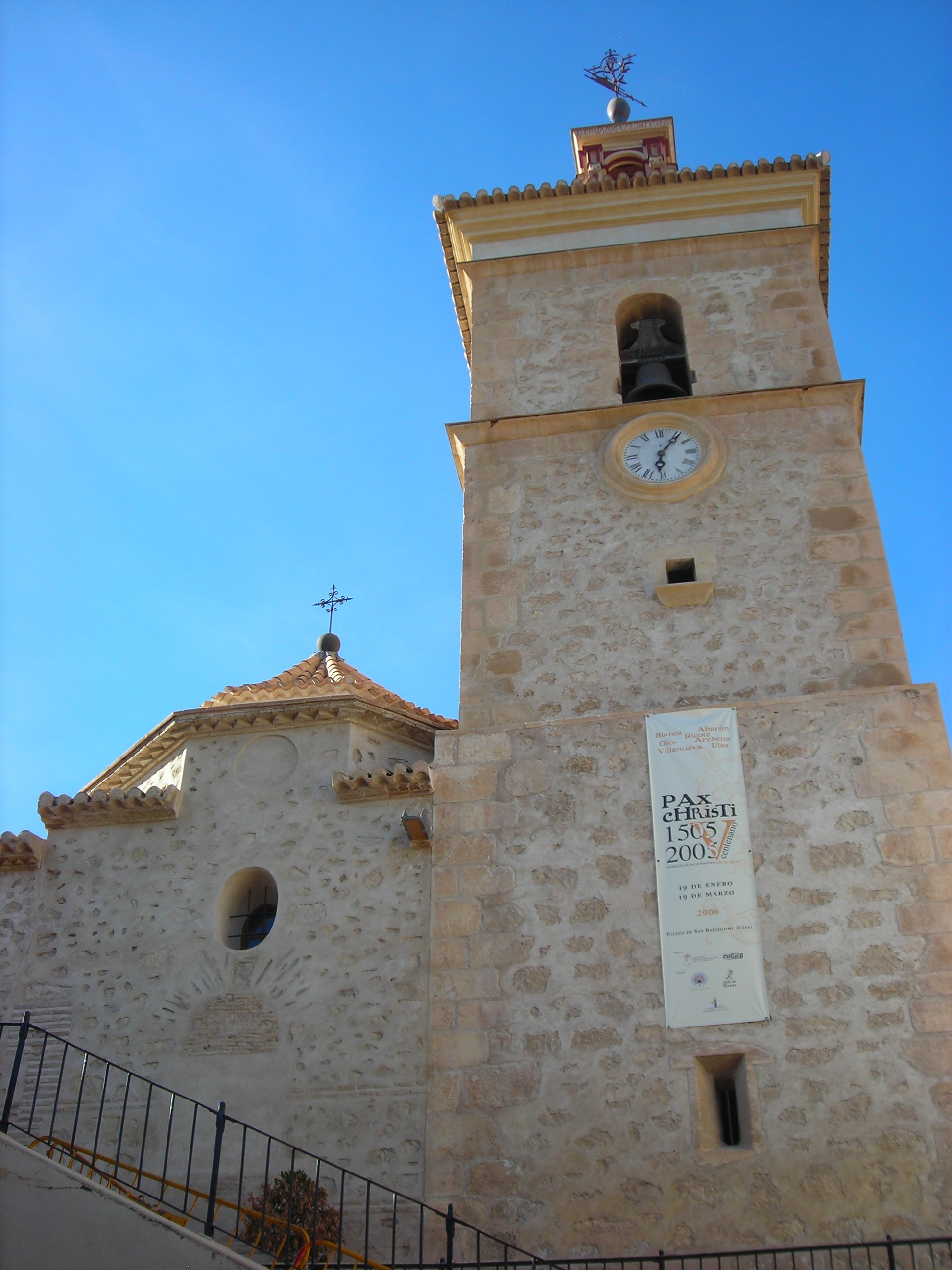
Церква Сан-Бартоломе